# 范忠良

范忠良牧徽

范忠良（はん ちゅうりょう、英語：Joseph Fan Zhongliang, S.J.、1918年12月18日 - 2014年3月16日）は、中華人民共和国のイエズス会士。ローマ教皇庁が委任したカトリック上海教区の正式な司教（2000年 — ）、カトリック教会の中国（大陸）での司教長で司教団の首席司教（主席）である。ただし中国政府の承認を受けてはいない。洗礼名はヨゼフ。

## 経歴
1918年（民国七年）12月18日、范忠良は中国江蘇省梅隴鎮（今の上海市徐匯区長橋新村）に生まれた。1932年、14歳の時に洗礼を受け、洗礼名はヨゼフであった。1938年8月30日、20歳でイエズス会に入会する。1951年、33歳で范忠良は司祭に叙階された。
1952年、34歳で范忠良は、当時の上海教区司教龔品梅に修道院（聖心修道院）の管理を任命される。1955年、また教区大修道院（母心修道院）の管理に転任となった。
1955年9月8日、中国共産党政府はカトリック上海教区に対して鎮圧行動に出て、龔品梅司教と范忠良、金魯賢を含む多くの神父が同時に反革命の罪名で逮捕され入獄した。カトリック教会では『九·八』教難（迫害）と呼んでいる。1958年、范忠良は懲役20年の判決を受け、青海省に拘留されて刑に服し、青海の墓場で死体を運ぶ仕事に携わった。1978年、范忠良の20年の刑期は満了したが、上海に戻す政策が実を結ばなかったことにより、青海労改農場に留められてそこで就業し、幹部子弟学校の高等・中等部の教師を担当し、英語と化学を教えた。
1985年2月27日、范忠良は当時の青海の司教から秘密の叙階を受け、カトリック上海教区龔品梅司教の協働司教となった。同年の1月27日、金魯賢と李思徳も上海で愛国会司教張家樹により、上海教区協働司教に聖別された。これは「自選自聖」(教皇庁からの許可を取らずに、司教を自分たちで選び、自分たちで聖別すること )に属し、愛国会の承認であるが、教皇の任命と批准を得られなかった。教皇庁はこれを承認せず破門した。
1988年、張家樹は世を去り、金魯賢は愛国会の上海教区の正式な司教になった。同じ年に、龔司教は出国の許可を得て、その後上海教区は、教皇に忠実な教会の司教范忠良と、愛国会司教金魯賢の2名の司教が並立する情况となった。（後に、金魯賢も教皇庁からの范忠良の協働司教という承認を得た。)
2000年3月12日、龔品梅はアメリカ合衆国コネチカット州スタンフォードで世を去り、范忠良はその上海教区の正式な司教、および蘇州教区、南京大司教区の使徒座管理者を引き継いだが、中国政府の承認を得られず年中監視を受けている。彼はまた、中国天主教地下司教団団長でもある。
2005年以後、既に高齢の范司教の身体の状况に関して多くの伝聞があるが、金魯賢もメディアで范司教が認知症を患っているという消息を公に広めており、物議を醸している。
2010年は范司教の叙階25周年の銀祝に当たるが、健康状態が思わしくないために、上海の地下教会は、お祝いや訪問よりも彼の健康のために祈りと善行を呼びかけている。そして、金協働司教の叙階25周年にも当たるが、上海教区ではそれに対して低調であるとされている。
2014年3月16日に自宅で死去。95歳没。